# 劉曰寧
劉曰寧（1555年—1612年），字幼安，號雲嶠，又號雲居，江西南昌县人。明朝政治人物。

## 生平
万历十六年（1588年）戊子科江西鄉試舉人，十七年（1589年）己丑科进士，選庶吉士，十九年八月授翰林院编修，二十五年三月除补原职，充正史馆纂修官，八月与兵部员外郎黄煒主考福建乡试，二十七年二月进右春坊右中允兼编修，入直皇長子講席。当时矿使四出，刘曰宁上疏痛陈其害。三十一年十二月升右谕德，掌南京翰林院印，三十二年十月迁南京国子监祭酒，升少詹事，三十七年因丁母罗氏艰，未赴任。守丧期满，三十九年六月召为礼部右侍郎兼翰林院侍读学士，協理詹事府，充经筵日讲。万历四十年（1612年）八月改任吏部右侍郎，九月初一，卒于赴京途中。追赠礼部尚书，天启初，追谥文简。

## 家族
曾祖劉伯華。祖父劉廷紳。父劉仕陟，廪生。